# Rauch (partido)
Pour les articles homonymes, voir Rauch.
Rauch est un partido de la province de Buenos Aires fondé en 1865 dont la capitale est Rauch.